# Libéraux indépendants (Israël)
Ne doit pas être confondu avec Centre indépendant (Israël), Parti indépendance (Israël), Parti libéral (Israël) ou Faction socialiste indépendante.
Les Libéraux indépendants (hébreu : ליברלים עצמאיים, Libralim Atzma'im) étaient un parti politique israélien des années 1960 à 1980.

## Histoire
Le parti des Libéraux indépendants fut fondé en 1965 lors de la cinquième session de la Knesset après la fusion du Parti libéral et du Hérout. Sept des 17 représentants du Parti libéral à la Knesset, conduit par l'ancien ministre de la Justice Pinhas Rosen, désapprouvaient cette fusion et fondèrent leur propre parti en réponse. La plupart des dissidents étaient d'anciens membres du Parti progressiste, qui avait fusionné avec les Sionistes généraux afin de donner naissance au Parti libéral durant la 4e session de la Knesset. Le groupe comprenait également Rachel Cohen-Kagan, ancienne représentante à la Knesset de la WIZO.
Lors de leur premier test électoral, les élections législatives de 1965, les Libéraux indépendants obtinrent 5 sièges et participèrent aux coalitions gouvernementales de Levi Eshkol et Golda Meir, Moshe Kol étant ministre du Tourisme et ministre du Développement. Durant cette 6e session de la Knesset, ils perdirent un siège lorsque Yizhar Harari quitta le parti pour l'Alignement.
Lors des élections législatives de 1969, le parti obtint 4 sièges à la Knesset et intégra à nouveau la coalition gouvernementale de Golda Meir. Moshe Kol conserva son poste de ministre du Tourisme. Le parti obtint également 4 sièges lors des élections suivantes en 1973, et participa aux coalitions gouvernementales de Golda Meir et Yitzhak Rabin. Moshe Kol conserva son portefeuille, et Gideon Hausner fut ministre sans portefeuille. Cependant, le parti perdit un siège quand Hillel Seidel partit pour le Likoud.
Les élections législatives de 1977 virent le parti ne remporter qu'un siège, dépassant à peine le seuil électoral de 1 % (ils remportèrent 1,3 % des suffrages). Le parti fut aussi exclu de la coalition gouvernementale de droite de Menahem Begin. Lors des élections suivantes en 1981, le parti échoua à passer le seuil électoral, et ne fut plus représenté à la Knesset. Lors des élections de 1984, le parti intégra l'Alignement et son leader Yitzhak Artzi occupant seulement la 44e place sur la liste de l'Alignement, le parti cessa d'exister en tant que parti indépendant.